# Chuyến bay 66 của Carson Air
Carson Air Flight 66 là máy bay cánh quạt Swearingen Metro II trên chuyến bay chở hàng nội địa từ Vancouver đến Prince George, cả hai đều ở British Columbia, Canada. Vào ngày 13 tháng 4 năm 2015, máy bay đã rơi xuống một ngọn núi trên đường đến sân bay Prince George khiên cả hai thành viên phi hành đoàn tử nạn.

## Lịch sử chuyến bay
Máy bay đã cất cánh từ sân bay quốc tế Vancouver vào khoảng 7:02 PDT. Máy bay sau đó hạ xuống từ 2.400 mét đến 900 mét trong chưa đầy một phút. Kiểm soát viên không lưu bị mất liên lạc radar với máy bay khi nó đang trên đường đến Prince George vào khoảng 7:08.

## Máy bay và phi hành đoàn
Chiếc máy bay này là một máy bay động cơ hai cánh quạt Swearingen SA226-TC Metro II, số sê-ri TC-325, C-GSKC đã đăng ký, được sản xuất vào năm 1977. Carson Air là nhà khai thác duy nhất của nó. Máy bay không được trang bị máy ghi âm buồng lái hay máy ghi dữ liệu chuyến bay.
Phi hành đoàn chỉ bao gồm phi hành đoàn buồng lái, cơ trưởng 34 tuổi Robert Brandt và cơ phó 32 tuổi Kevin Wang.

## Tìm kiếm
Máy bay đã rơi xuống một khu vực sườn đồi gần Núi Crown, một phần của dãy núi North Shore. Hai máy bay trực thăng và hai máy bay từ đội cứu hộ North Shore đã tham gia tìm kiếm những mảnh vỡ của máy bay, nhưng tiến trình bị chậm lại do điều kiện thời tiết xấu. Sau đó người ta phát hiện ra rằng máy phát định vị khẩn cấp đã được kích hoạt, nhưng không phát ra tín hiệu.

## Điều tra
Vụ tai nạn đã được điều tra bởi Ủy ban An toàn Giao thông Canada (TSB), họ đã xác định nguyên nhân vụ tai nạn là do máy bay đã vỡ do hạ độ cao quá nhanh. Tuy nhiên, không lý do rõ ràng nào được tìm thấy giải thích tại sao máy bay lại hạ cánh đột ngột như vậy. Khám nghiệm tử thi hai phi công của Cục Cảnh sát British Columbia cho thấy phi công Brandt có nồng độ cồn trong máu là 0,24%, gấp ba lần giới hạn pháp lý đối với người lái xe.